# 人力發電

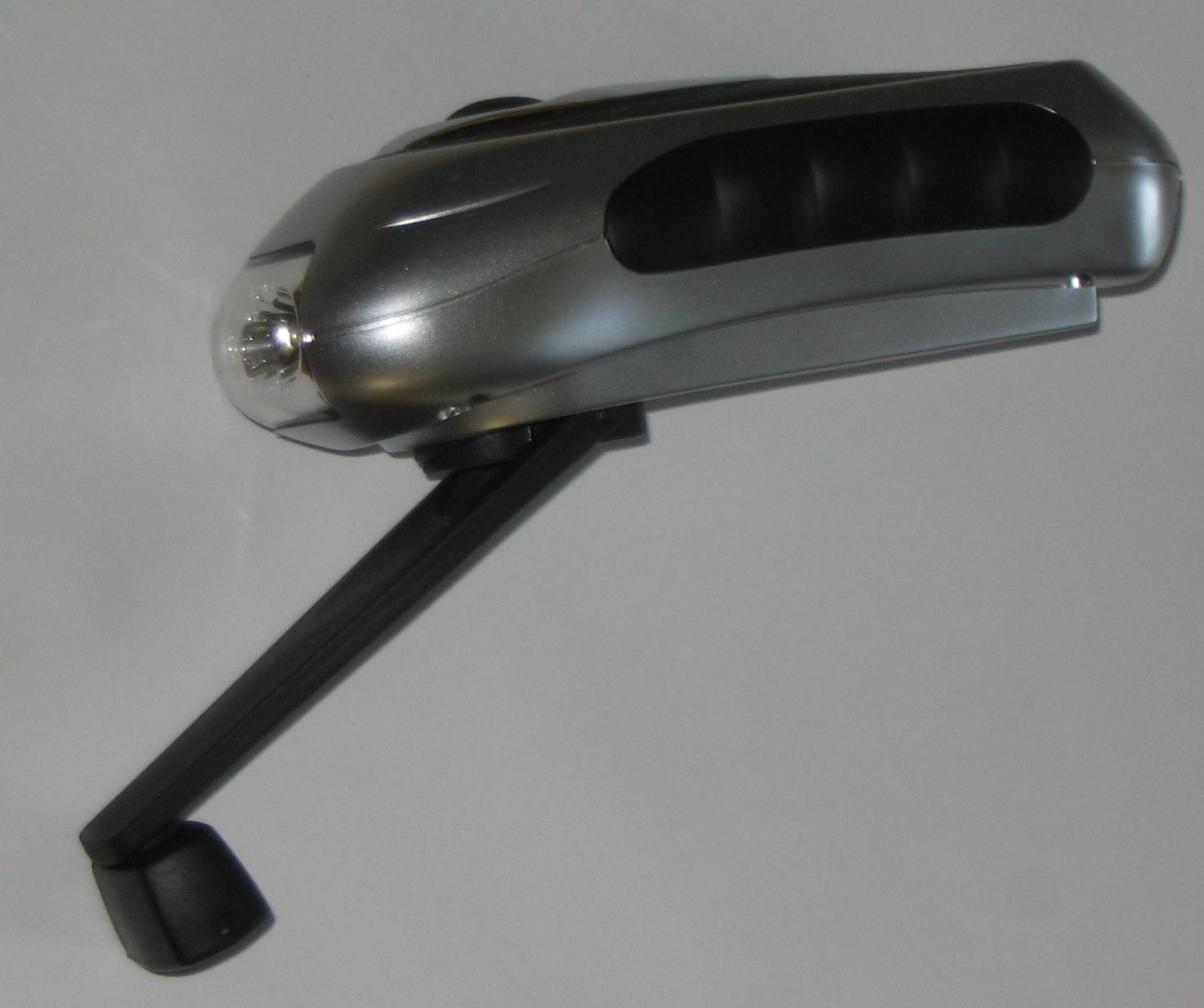
內建小型發電機的LED式電燈

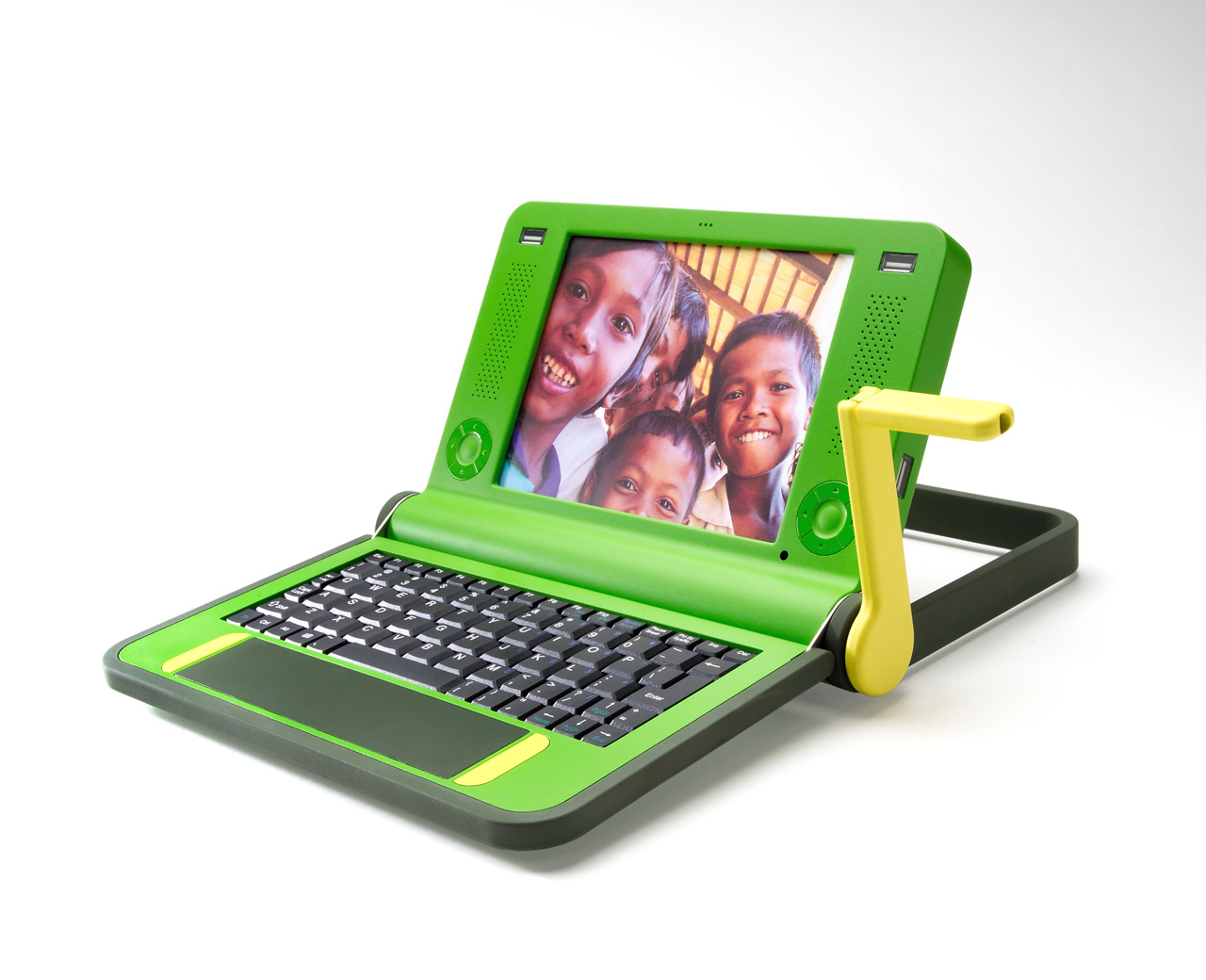
百元電腦（XO-1）

人力發電，常指以人力驅動以電磁感應原理的小型發電機的發電的方式。或是利用壓電效應，以步行或運動時的動能產生電力。目前已開發出利用指壓的能源發動的遙控開關，不需要裝填電池即可半永久性的使用。為了推廣人力發電，目前巴西政府推行發電減刑，讓犯人可以用腳踏式發電機折抵刑期。而目前較常見的人力發電技術用於手電筒及相機，其內建小型充電設備，短暫轉動後可以維持器材的使用，可以使用多久視乎其電池容量及充電時間而定。

## 範例
- 人力發電腳踏車[4]
- 人力發電腕力球[5]
- 壓電地板[6] - 發電床（日语：発電床）

## 外部連結
- 人力發電展品[永久] - 國立臺灣科學教育館